# Warri (Nigeria)
Pour les articles homonymes, voir Warri.
Warri est la plus grande ville de l'État du Delta, sur le delta du Niger, dans le Sud du Nigéria. Elle est l'ancienne capitale du Royaume de Warri.

## Économie
La raffinerie, ainsi que les autres activités liées au pétrole et au gaz naturel forment la base de l'économie de la ville.